# Себешки рејон
Себешки рејон (рус. Себежский район) административно-територијална је јединица другог нивоа и општински рејон смештен у југозападном делу Псковске области, односно на западу европског дела Руске Федерације.
Административни центар рејона је град Себеж. Према проценама националне статистичке службе Русије за 2016, на територији рејона је живело 19.527 становника, или у просеку око 7,1 ст/км².

## Географија
Себешки рејон смештен је у југозападном делу Псковске области. Обухвата територију површине 3.071,8 км², и по том параметру налази се на 6. месту међу 24 рејона у области. Граничи се са Красногородским и Опочким рејоном на северу, Пустошки рејон је на истоку, а Невељски на југоистоку. На југу рејонска територија се граничи са Витепском облашћу Белорусије, док је на западу историјска покрајина Летоније Латгалија.
Рељефом рејона доминира благо заталасани терен моренског порекла, док је нешто ниже и равније подручје на северу и североистоку рејона. Надморске висине варирају од минималних 106 метара у долини реке Исе на северу, до максималних 213 метара на истоку (вертикална разлика је 107 метара).
Значајан део рејонске територије налази се у басену реке Великаје која једним делом протиче преко крајњег североистока рејона. Најважније притоке Великаје на подручју Себешког рејона су Иса и Идрица. Јужни и југозападни део рејона налази се у басену реке Западне Двине, а најважније реке у том делу рејона су Нишча и Свољна.
Захваљујући интензивном деловању ледничког процеса током последњег леденог доба, на територији рејона се налазе бројна ледничка језера. Највећа језера су Себешко, Нечерица, Ороно, Бело, Осино, Нишча и Свибло.
На крајњем југозападу рејона налази се подручје Себешког националног парка, јединог националног парка на тлу целе Псковске области. Око 60% рејонске територије је под шумама. На подручју рејона се налази око 300 тресава укупне површине 27,10 хиљада хектара, са залихама тресета процењеним на око 795 милиона м³.

## Историја
Претеча савременог Себешког рејона био је Себешки округ, административна јединица Витепске губерније. Себешки рејон успостављен је 1. августа 1927. као административна јединица тадашњег Великолушког округа Лењинградске области. Рејон потом 1929.прелази под надлежност Западне области (чији центар је био у граду Смоленску), а 1935. у границе Калињинске области (данас Тверска област). Године 1944. постаје делом новоосноване Великолушке области и у њеним границама остаје све до њеног укидања 1957. године, и од тада се налази у границама Псковске области.

## Демографија и административна подела
Према подацима са пописа становништва из 2010. на територији рејона је живело укупно 21.674 становника, док је према процени из 2016. ту живело 19.527 становника, или у просеку 7,1 ст/км². По броју становника Sebeški рејон се налази на 7. месту u oblasti. У административном центру рејона граду Себежу живи око трећина од укупне рејонске популације.
| 1959.  | 1970.  | 1979.  | 1989.  | 2002.  | 2010.  | 2016.   |
| ------ | ------ | ------ | ------ | ------ | ------ | ------- |
| 36.215 | 34.705 | 30.687 | 27.411 | 25.473 | 21.674 | 19.527* |

Напомена:* Према процени националне статистичке службе. 
Према подацима са пописа из 2010. на подручју рејона регистрована су укупно 423 села (од којих је њих 128 било без становника, а у 127 села живело је мање од 5 становника). Рејон је административно подељен на 5 нижестепених општина, три урбане и две сеоске. Поред града Себежа статус урбаних насеља имају још и варошице Идрица и Соснови Бор.

## Саобраћај
Преко територије рејона пролази деоница магистралног друма М9 Балтија на релацији Москва—Рига.